# Ponte di Ravazzone
Il ponte di Ravazzone è un ponte che collega la sinistra e la destra dell'Adige, situato a Ravazzone di Mori, in Trentino. Fa parte della SS 240.

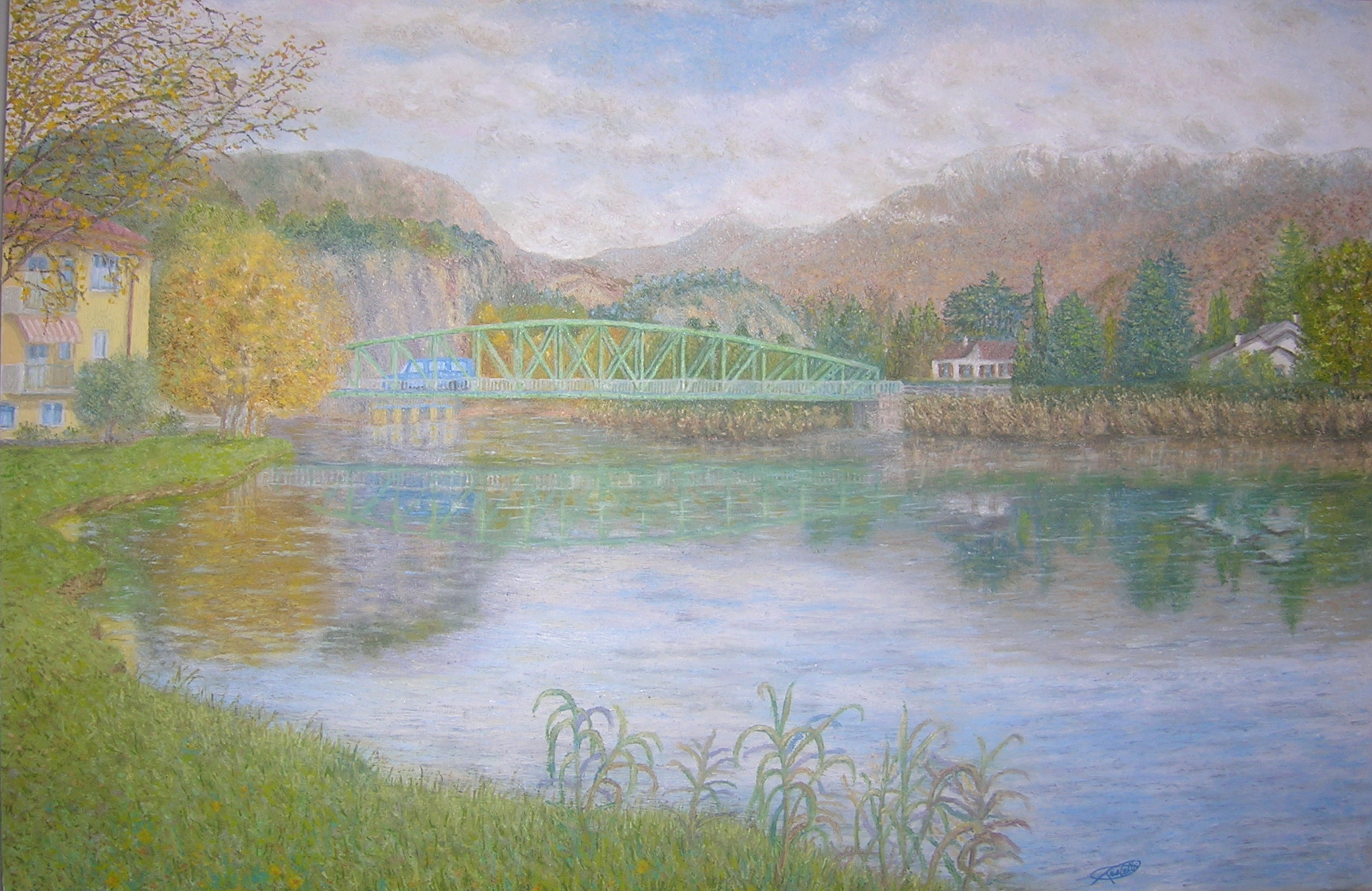
Ponte di Ravazzone sul fiume Adige, vista Sud, opera dell'artista Renato Restelli

## Ponti sull'Adige
Il ponte di Ravazzone si inserisce in una serie di opere che, a partire dal XVIII secolo, hanno progressivamente cambiato nel corso dei secoli la viabilità dell'Alto Garda: oltre che dal ponte di San Lorenzo di Trento, l'Adige poteva essere attraversato soltanto in traghetto, partendo da circa quindici postazioni fra San Michele all'Adige e Borghetto (oggi nel territorio di Avio).
La zona di Ravazzone rappresentava un importante guado sul fiume, e ospitò già fin dal XIII secolo un piccolo porto fluviale, prima che il paese venisse riedificato a una certa distanza dal fiume per evitare le inondazioni. Nonostante la posizione strategica tuttavia, un ponte non vi fu mai costruito fino all'età contemporanea.

## Primi ponti edificati a Ravazzone
Un primo ponte a Ravazzone fu edificato durante la guerra della Quinta coalizione per ordine di Eugenio di Beauharnais il 22 aprile 1809. Composto di barche, fu fatto distruggere qualche giorno più tardi, il 25 aprile, dal generale Achille Fontanelli.
Fra il 1848 e il 1849 fu inaugurato dagli asburgici un nuovo ponte, ancora non in ferro il cui costo cadde interamente sulle comunità locali. Fu il secondo ponte sull'Adige in Vallagarina dopo quello di Villa Lagarina costruito tra il 1845 e il 1847.
Questo ponte viene riportato nelle guide turistiche dell'epoca, che riportano la presenza di un ponte per andare a Mori venendo da Rovereto.
Durante la Terza guerra d'indipendenza fu bruciato dagli austriaci dopo la loro sconfitta nella battaglia di Bezzecca, temendo l'avanzata delle truppe di Garibaldi. Nel 1888 fu ricostruito un nuovo ponte in ferro dalla ditta Gridl di Vienna, nota ditta costruttrice di ponti in ferro. Dal 1891 transitò anche la linea ferroviaria a scartamento ridotto Mori-Arco-Riva sopra il ponte, i cui binari correvano al centro della carreggiata.
Questo primo ponte di ferro fu fatto brillare per ordine del comando militare austro-ungarico il 24 maggio 1915 dopo l'entrata in guerra dell'Italia nella prima guerra mondiale.

## Il ponte dopo la prima guerra mondiale

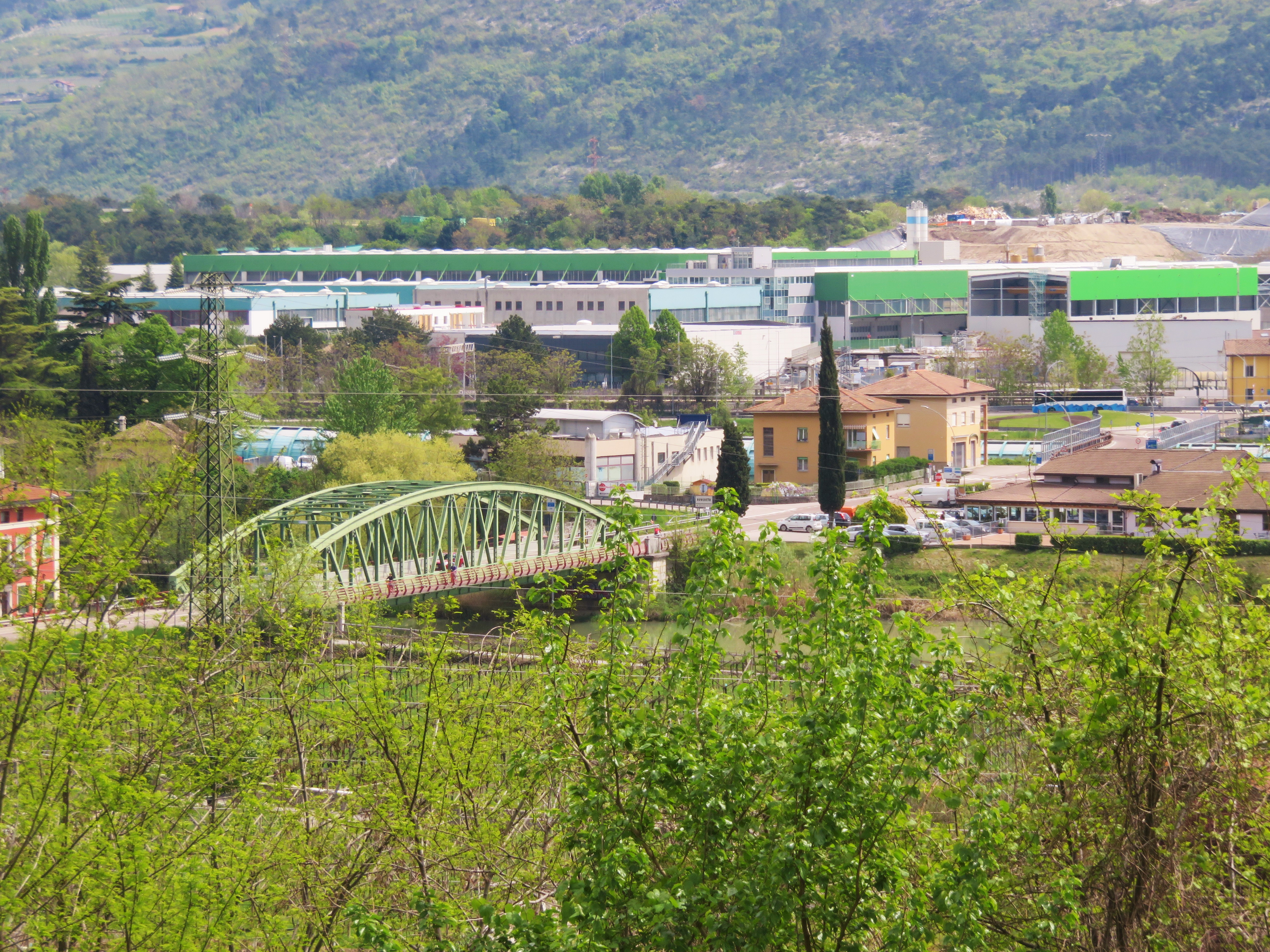
Il ponte di Ravazzone visto dalla frazione di Ravazzone.

Il ponte fu ricostruito interamente in ferro, nel 1920 dalla società Nathan e Uboldi di Milano. Il ponte è ad arco a via inferiore.
Il ponte è stato ristrutturato integralmente fra il novembre 2009 e il dicembre 2010 dalla società Collini, portando la carreggiata da 5,70 a 6,90 m ed è stato dotato di passerelle pedonali esterne alle arcate.
In prossimità del ponte, lato a valle, è stata restaurata anche l'opera d'arte: la fontanella con annessa panchina in pietra.
A nord e a sud del ponte di Ravazzone si trovano due importanti opere idrauliche entrambi visibili dal ponte. A nord sulla sponda occidentale dell'Adige c'è l'ingresso della galleria Adige-Garda e a sud lo sbarramento dell'impianto idroelettrico di Mori. Quest'ultimo fu costruito alla fine degli anni venti del XX secolo per la produzione di energia elettrica per l'impianto della Società Italiana dell'Alluminio a Mori.